# Platypalpus agilis
Platypalpus agilis är en tvåvingeart som först beskrevs av Johann Wilhelm Meigen 1822.  Platypalpus agilis ingår i släktet Platypalpus och familjen puckeldansflugor. Arten är reproducerande i Sverige. Inga underarter finns listade i Catalogue of Life.

## Bildgalleri

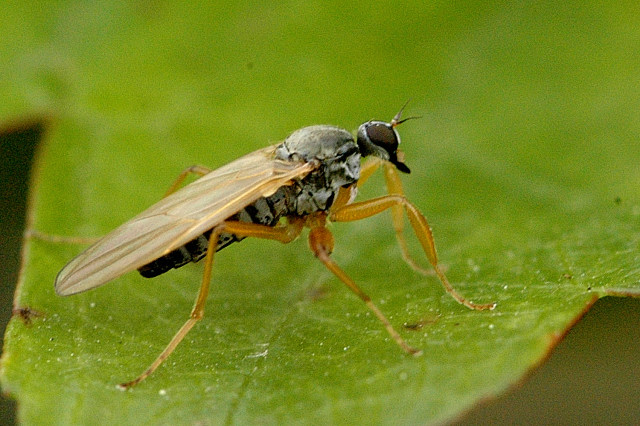